# Duvinage
Die Duvinage, auch du Vinage, Duvenage, sind eine aus Frankreich stammende Familie hugenottischen Ursprungs.
In Frankreich besaß die Familie ein Lehen zur Besteuerung von Wein („Vinage“), wodurch ihnen später auch die niederadelige Bezeichnung „du“ verliehen wurde.
Mit der zunehmenden Verfolgung der Hugenotten in Frankreich unter Ludwig XIV. flohen die Familienmitglieder in verschiedene Länder, auch in das damalige Brandenburg-Preußen. Bekannte Nachfahren sind unter anderem Charles Duvinage, der Bibliothekar der preußischen Könige und deutschen Kaiser, und weitere Namensträger. Sie finden sich vor allem im ehemaligen Preußen, in Hessen und in Südafrika.

## Namensträger
- Amelie Du Vinage (1877–1968), deutsche Medizinerin
- Béatrice du Vinage (1911–1993), deutsch-schwedische Malerin, Grafikerin, Fotografin und Journalistin
- Gabriele du Vinage (1920–2009), deutsche Fotografin und Fotojournalistin
- Jeanne Duvinage (1843–1922), französische Pianistin
- Matthias du Vinage (1918–1987), deutscher Fotojournalist